# Резеда красильна
Резеда красильна, також резеда жовтенька (Reseda luteola L.) — дворічна рослина до 125 см висоти, з родини резедових.
В Україні росте на полях, при дорогах (дуже рідко в південно-західній частині), в Криму й на Кавказі. Містить жовту речовину, яку використовували на фарбування.